# Shelby (Karolina Północna)
Shelby – miasto w Stanach Zjednoczonych, w stanie Karolina Północna, w hrabstwie Cleveland.